# رادیچویچ
رادیچویچ (به صربی: Radičević) یک منطقهٔ مسکونی در صربستان است که در Bečej Municipality واقع شده‌است. رادیچویچ ۱٬۳۳۲ نفر جمعیت دارد.